# Bombus distinguendus
El gran abejorro amarillo (Bombus distinguendus) es una especie de abejorro que se distribuye por Alemania, Austria, Bélgica, Dinamarca, Eslovaquia, Finlandia, Francia, Gran Bretaña, Hungría, Irlanda, Lituania, Polonia, la República Checa, Rumanía, Suiza, el norte de Rusia. Recientemente introducido en América del Norte.

## Ecología

### Nidos
Este abejorro nidifica tanto bajo tierra como en madrigueras superficiales de roedores. En las islas Hébridas Exteriores, en hábitats de dunas, las reinas que quieren crear sus nidos, resultan ser atraídas hacia estos hábitats. Aunque los espacios son limitados, lo que crea competencia en estos abejorros, cosa que se demostró en un estudio intensivo que se realizó en 1988.[cita requerida]

### Alimentación
Se alimentan de una gran variedad de plantas, especialmente de la familia Fabaceae, y particularmente de tréboles rojos que pueden representar hasta un 50% de su dieta.

### Ciclo vital
Estos abejorros son activos de mayo a septiembre: primero aparecen las reinas, a continuación aparecen las obreras y finalmente los machos, que aparecen para aparearse antes del invierno, dando por finalizado el ciclo colonial.